# Lucio Fontana
Lucio Fontana (Rosario di Santa Fé, (Argentinië) 19 februari 1899 – Varese, 7 september 1968) was een Argentijns-Italiaanse beeldend kunstenaar, bekend als grondlegger van het spatialisme. Zijn werk wordt gerekend tot de conceptuele kunst.
Fontana maakte vooral abstract werk en was een van de eerste kunstenaars die environments vervaardigde. Hij werd bekend met schilderijen waarin hij het linnen doorsneed of doorstak. Een dergelijk werk noemde hij een Concetto spaziale, dat wil zeggen: 'ruimtelijk concept'. Tevens was hij actief als sieraadontwerper. Fontana had grote invloed op de beeldende kunst vanaf de jaren 60 van de 20e eeuw.

## Leven en werk
Zijn vader was beeldhouwer. In 1905 verhuisde Fontana met zijn Italiaanse ouders naar Milaan. Hij bezocht in 1914 en 1915 een technische school en werd in 1918 bouwkundig ingenieur. 
Na 1921 keerde hij een tijd terug naar Argentinië. Vanaf 1927 woonde hij weer in Milaan en studeerde aan de Accademia di Brera. In 1937 keerde hij nogmaals terug naar Argentinië en vestigde zich ten slotte in 1947 opnieuw in Milaan. Hij maakte zijn eerste abstracte sculpturen en sloot zich in 1934, evenals zijn vriend Fausto Melotti in 1935, aan bij de groep Abstraction-Création te Parijs. In 1946 publiceerde hij zijn theorieën in zijn eerste manifest:"Manifiesto blanco", waarop zijn in 1947 in Milaan opgerichte "Movimento spaziale" is gebaseerd. De Nederlandse Nul-beweging en de Duitse Zero groep zijn door Fontana geïnspireerd.

## Concetto spaziale

### De daad
Beschrijving: Lucio Fontana staat voor een geprepareerd en opgespannen schildersdoek. Hij concentreert zich. Dit duurt wel een uur. Plotseling haalt hij uit met een mes en steekt in het doek. Het linnen scheurt onder de druk van het staal en de ruimte achter het doek wordt zichtbaar. De Italiaanse kunstenaar heeft dit gebaar in tientallen sneden ("tagli") herhaald . Citaat: "Saai wordt het niet, het gebaar laat zich herhalen, als een kus of een boterham met kaas."

### Theorie
Fontana begon als beeldhouwer en streefde naar de verbinding van beeld en ruimte (Italiaans voor ruimte: spazio), door bijvoorbeeld in meestal monochrome doeken te snijden (tagli) of gaten (bucchi) te maken. De sneden zijn trefzeker, koel en verfijnd van ritme. De kleur die hij gebruikt is meestal monochroom, zoals ook de kleuren van Yves Klein en Piero Manzoni, fel, effen en smetteloos.
Fontana wilde ook de technische vooruitgang zichtbaar maken door nieuwe ideeën en materialen op te nemen in zijn werk. Soms plakte hij edelstenen op zijn doeken. Bij Fontana is het schilderij gelijk aan de handeling. Het gebaar staat voor het resultaat. Dit in tegenstelling tot de action painting van bijvoorbeeld Jackson Pollock waar het kunstwerk een gestolde herinnering is aan de handeling, de actie (het ritmisch laten druipen van verfspetters over elkaar op grote op de grond liggende doeken). Door in het doek te snijden wordt het schilderij een ruimtelijk beeld; het licht komt dan van voor en achter tegelijkertijd; het doek is geen plat vlak meer maar speelt een rol in de ruimte. De tagli van Fontana zijn in zekere zin ingrijpender dan het zwarte vierkant van Kasimir Malewitsj. Bij Fontana kan men niet meer spreken van verschillende kunstdisciplines zoals schilderkunst en beeldhouwkunst maar eerder van een geïntegreerd werk dat bestaat uit verschillende elementen van de installatie, de performance, de happening en environment. De grenzen tussen de platte en de ruimtelijke kunstvormen werden door hem in zijn werk opgeheven.

## Afbeeldingen

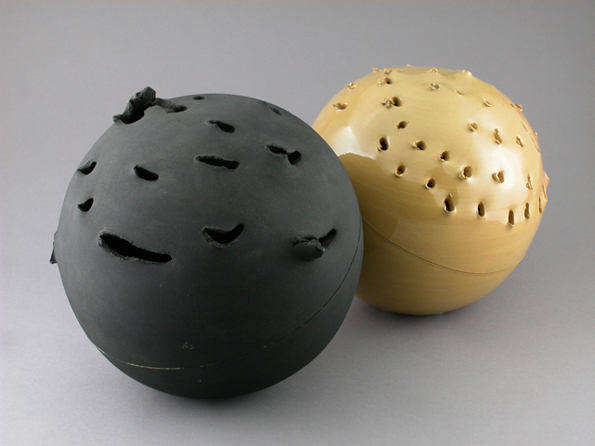
Concetto spaziale sferico (1957), Internationaal Keramiek Museum, Faeza
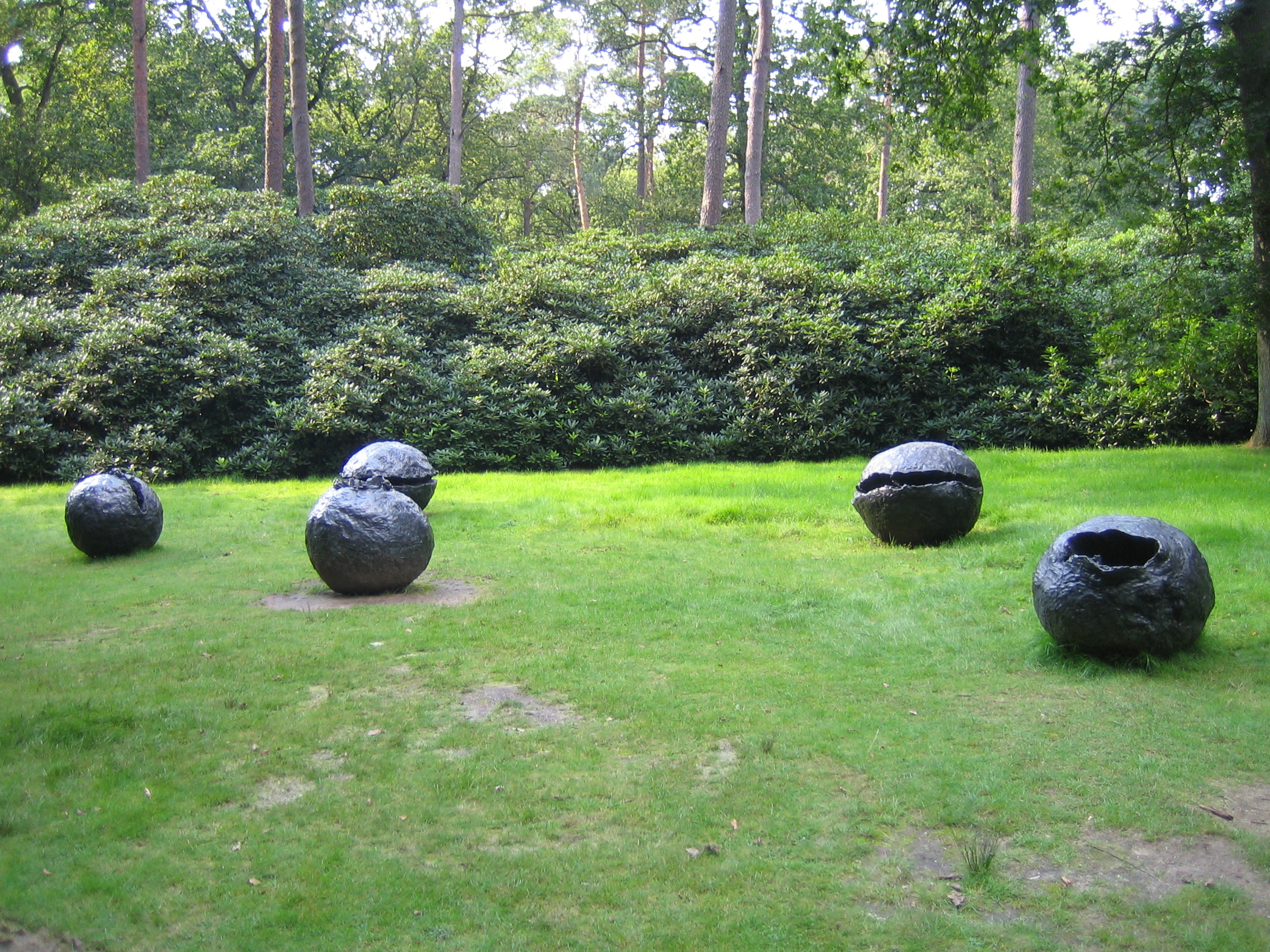
Concetto spaziale Natura (1959/1960), Beeldentuin Kröller-Müller Museum, Otterlo
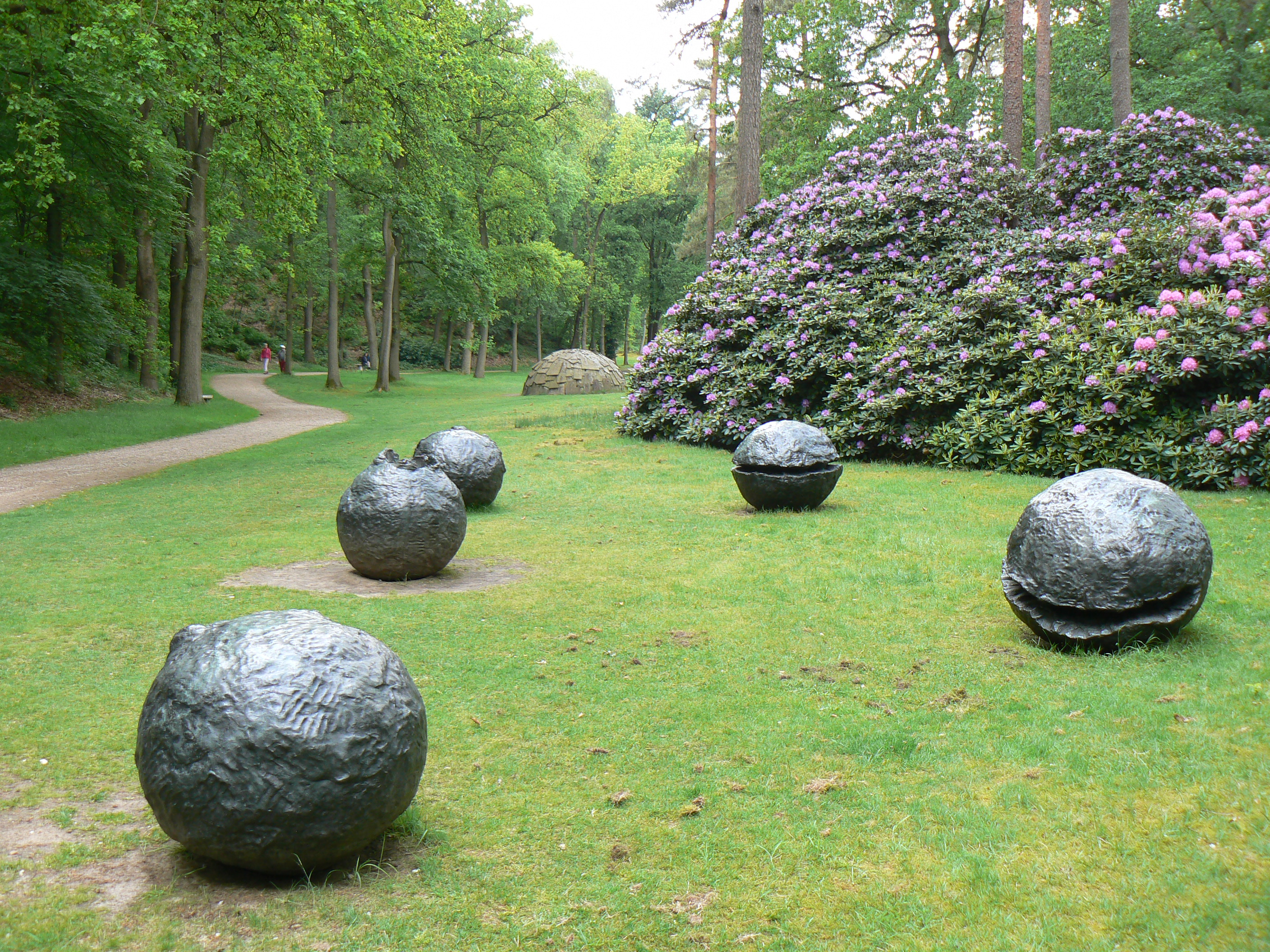
Concetto spaziale Natura (1959/60), Beeldentuin Kröller-Müller Museum, Otterlo
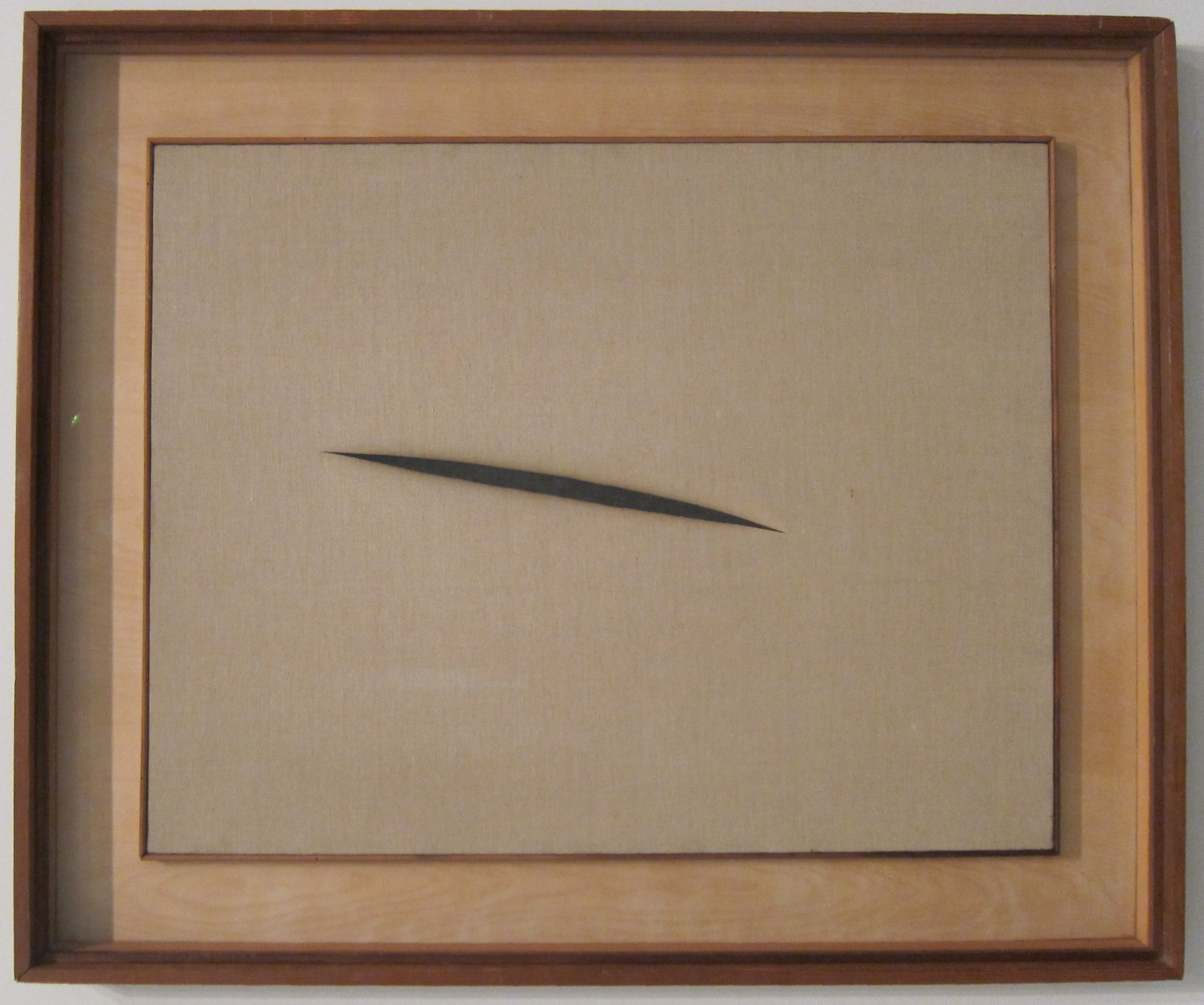
Waiting, 1960 Tate Modern, Londen